# Острогозько-Розсошанська операція
Острогозько-Розсошанська операція — фронтова наступальна операція радянських військ Воронезького фронту за підтримки 6-ї армії Південно-Західного фронту, що була проведена з 13 по 27 січня 1943 в ході загального зимового наступу на південному фланзі радянсько-німецької війни на Верхньому Доні.
Наступальна операція військ Воронезького та Південно-Західного фронтів проводилася з метою розгрому противника в районі Острогозьк, Кам'янка, Розсош, оволодіння залізничним ділянкою Лиски — Кантемирівка і створення умов для подальшого наступу на харківському і донбаському напрямах. Перед радянськими військами оборонялися 2-га угорська і 8-ма італійська армії (22 дивізії), що входили до групи армій «B». До проведення Острогозько-Розсошанської операції зі складу фронту (генерал-лейтенант, з 19 січня 1943 генерал-полковник П. І. Голіков) залучалися 40-ва загальновійськова, 3-тя танкова і 2-га повітряна армії, 18-й окремий стрілецький і 7-й кавалерійський корпуси.

## Історія
Острогозько-Розсошанська операція була проведена в період з 13 по 27 січня 1943 військами центру і лівого крила Воронезького фронту. У ній взяли участь 40-ва загальновійськова, 3-тя танкова і 2-га повітряна армії, 18-й окремий стрілецький і 7-й кавалерійський корпусу. Операція була проведена в два етапи.
У ході першого етапу, що тривав з 13 по 15 січня, війська фронту прорвали підготовлену оборону противника на правому березі Дону на трьох напрямках і створили необхідні умови для оточення чисельно перевершуючого угруповання противника, що оборонялося між Воронежем і Кантемирівкою.
Другий етап тривав з 16 по 27 січня. У період з 16 по 18 січня війська фронту розвивали стрімкий наступ з метою оточення і знищення ворожого угруповання. У результаті цього наступу було оточене понад 13 дивізій супротивника в районі Острогозька та Розсоші. До моменту завершення оточення угруповання противника військами фронту було взято в полон близько 52 000 солдатів і офіцерів ворога. З 19 до 27 січня відбувалася остаточна ліквідація розчленованих частин Острогозько-Розсошанського угруповання ворога. За цей період кількість полонених збільшилася ще на 34 000 чоловік і до кінця операції склало понад 86 000 солдатів і офіцерів.
Операція закінчилася виходом військ лівого крила фронту до р. Оскіл на ділянці Городище, Волоконовка, Валуйки, Уразово. У ході операції були повністю знищені 2-га угорська армія і залишки 8-ї італійської армії. Була зайнята важлива залізнична ділянка Лиски — Кантемирівка, необхідна для організації постачання військ Воронезького і Південно-Західного фронтів в ході розвитку ними наступу на харківському напрямку і в Донбасі.
Результати Острогозько-Розсошанської наступальної операції призвели до різкої зміни співвідношення сил у смузі Воронезького фронту на користь радянських військ. Знищивши ворожі війська, що оборонялися на Дону південніше Воронежа, і глибоко охопивши з півдня 2-гу німецьку армію, війська фронту створили вирішальні передумови для здійснення нової наступальної операції з метою розгрому у взаємодії з Брянським фронтом основних сил цієї армії і для подальшого наступу на харківському напрямку.